# Chantal Van Landeghem
Chantal Van Landeghem (nacida en Winnipeg, el 5 de marzo de 1994) es una nadadora canadiense especializada en los eventos estilo libre y mariposa. En los Juegos Olímpicos de Río de Janeiro 2016, ganó, junto a Penelope Oleksiak, Taylor Ruck y Sandrine Mainville, el bronce en el relevo 4 x 100 metros libres. Esa fue la primera medalla en ese evento para Canadá en cuarenta años.
En el Campeonato Mundial de Natación de 2011, Van Landeghem compitió en el relevo 4 x 100 metros estilo libre. Su equipo finalizó en sexto lugar. Ese mismo año, participó en el Campeonato Júnior, donde obtuvo la plata en los 100 metros y en el relevo 4 x 100 metros, ambos estilo libre, y bronce en los 50 metros estilo espalda y mariposa. Dos años después, formó parte en el equipo sénior del Campeonato Mundial de Barcelona. En esa ocasión, finalizó en noveno lugar en los 50 metros libres.
Más tarde, en los Juegos Panamericanos de 2015 obtuvo el oro en los 100 metros libres y formó parte del equipo que venció en el relevo 4 x 100 metros estilo libre; en ambos casos estableció nuevas marcas panamericanas. Por sus resultados fue nombrada Atleta Femenina de Manitoba del Año. También estudia y compite para la Universidad de Georgia.

## Palmarés internacional
| Juegos Olímpicos        | Juegos Olímpicos        | Juegos Olímpicos  | Juegos Olímpicos      |
| Año                     | Lugar                   | Medalla           | Prueba                |
| ----------------------- | ----------------------- | ----------------- | --------------------- |
| 2016                    | Río de Janeiro (Brasil) | Medalla de bronce | 4 × 100 m libre       |
| Campeonato Mundial      |                         |                   |                       |
| Año                     | Lugar                   | Medalla           | Prueba                |
| 2015                    | Kazán (Rusia)           | Medalla de bronce | 4 × 100 m libre mixto |
| 2017                    | Budapest (Hungría)      | Medalla de bronce | 4 × 100 m libre mixto |
| Campeonato Pan-Pacífico |                         |                   |                       |
| Año                     | Lugar                   | Medalla           | Prueba                |
| 2014                    | Gold Coast (Australia)  | Medalla de bronce | 50 m libre            |
| 2014                    | Gold Coast (Australia)  | Medalla de bronce | 4 × 100 m estilos     |